# ناو اتاگو
ناو اتاگو (به انگلیسی: Japanese cruiser Atago) یک زیردریایی است که طول آن ۲۰۳٫۷۶ متر (۶۶۸٫۵ فوت) می‌باشد. این زیردریایی در سال ۱۹۳۰ ساخته شد.